# HC Viking Tallinn
Der HC Viking Tallinn (bis 2014 Tallinn Viiking Sport; estnisch Hokiklubi Viiking) ist ein estnischer Eishockeyclub aus Tallinn, der 2010 als TKK Tallinn gegründet wurde und in der Meistriliiga spielt. Die Heimspiele des Vereins werden seit 2014 in einer der Eishallen der Tondiraba jäähall ausgetragen. Zuvor war die Jeti Jäähall mit 100 Zuschauerplätzen Spielstätte des Vereins.

## Geschichte
Der HC Viking Tallinn wurde im Juli 2014 als Nachfolgeverein von Tallinn Viiking Sport gegründet, da dieser aufgrund einer hohen Schuldenlast in Konkurs gegangen war. Der neue Verein erklärte sich kurz vor Saisonbeginn bereit, einen Teil der Schuldenlast beim Verband zu übernehmen und erhielt dafür die Spielgenehmigung für die Meistriliiga. Damit trat der Verein nicht nur die sportliche, sondern auch die rechtliche Nachfolge des Vorgängers an.
Da die Rückzahlung der Schulden nicht vollständig erfolgte, wurde der HC Viking im März 2015 von den Playoffs der Meistriliiga ausgeschlossen. In der Saison 2015/16 durfte der HC Viking als Folge des Streits mit dem Verband weder im In- noch im Ausland Spiele bestreiten. Erst im Sommer 2016 wurde der Streit beigelegt, nachdem der Klub 12.000 Euro Schulden an den Verband beglichen hatte. Anschließend wurde der HC Viking wieder zum Spielbetrieb zugelassen.

## Erfolge
- Estnischer Meister (3): 2013, 2014, 2018
- Estnischer Juniorenmeister (1): 2015